# Тиран-ножицехвіст
Тиран-ножицехвіст (Muscipipra vetula) — вид горобцеподібних птахів родини тиранових (Tyrannidae). Мешкає в Бразилії, Аргентині і Парагваї. Це єдиний представник монотипового роду Тиран-ножицехвіст (Muscipipra).

## Опис
Довжина птаха становить 22,5, враховуючи довгий, роздвоєний хвіст. Забарвленна переважно сіре, скроні темні, горло біле. Крила і хвіст чорні.

## Поширення і екологія
Тирани-ножицехвости мешкають на сході і на південному сході Бразилії (від південної Баїї, центрального Мінас-Жерайсу та від Еспіріту-Санту до штату Ріу-Гранді-ду-Сул), на сході Парагваю та на північному сході Аргентини (в провінціях Місьйонес і Коррієнтес). Вони живуть в бразильському атлантичному лісі, в гірських і рівнинних вологих тропічних лісах і чагарникових заростях. Зустрічаються на висоті до 2200 м над рівнем моря. Живляться комахами, яких ловлять в польоті.